# São Domingos das Dores
São Domingos das Dores là một đô thị thuộc bang Minas Gerais, Brasil. Đô thị này có diện tích 61,157 km², dân số năm 2007 là 5232 người, mật độ 94,7 người/km².